# Cristina Raines
Cristina Raines (n. 28 februarie 1952, Manila, Filipine, n. Cristina „Tina” Herazo) este o actriță și fotomodel americană care a apărut în numeroase filme de-a lungul anilor 1970, în principal filme de groază și drame istorice. Ea a continuat să aibă o carieră prolifică ca actriță de televiziune de-a lungul anilor 1980.

## Filmografie

### Filme de cinema
| An   | Titlu                            | Rol                                       | Regizor(i)        | Note                            | Ref.  |
| ---- | -------------------------------- | ----------------------------------------- | ----------------- | ------------------------------- | ----- |
| 1973 | Hex                              | Oriole                                    | Leo Garen         | Ca Tina Herazo                  | [ 4 ] |
| 1973 | Stacey                           | Pamela Chambers                           | Andy Sidaris      |                                 | [ 4 ] |
| 1973 | Ucigașul de piatră               | Mathews' Daughter                         | Michael Winner    |                                 | [ 4 ] |
| 1973 | Strălucirea Soarelui             | Kate Hayden                               | Joseph Sargent    | Film TV                         | [ 4 ] |
| 1975 | Nashville                        | Mary                                      | Robert Altman     |                                 | [ 4 ] |
| 1975 | Ruleta rusească                  | Bogna Kirchoff                            | Lou Lombardo      |                                 | [ 4 ] |
| 1977 | Santinela damnaților             | Alison Parker                             | Michael Winner    |                                 | [ 4 ] |
| 1977 | Dueliștii                        | Adele d'Hubert                            | Ridley Scott      |                                 | [ 4 ] |
| 1979 | The Child Stealer                | Karen                                     | Mel Damski        | Film TV                         | [ 4 ] |
| 1979 | The Tenth Month                  | Nancy Miller                              | Joan Tewkesbury   | Film TV                         | [ 4 ] |
| 1980 | Silver Dream Racer               | Julie Prince                              | David Wickes      |                                 | [ 4 ] |
| 1980 | Touched by Love                  | Amy                                       | Gus Trikonis      |                                 | [ 4 ] |
| 1981 | The Nashville Grab               | Laurel Ellison                            | James L. Conway   | Film TV                         | [ 4 ] |
| 1983 | Nightmares                       | Lisa                                      | Joseph Sargent    | Segment: "Terror in Topanga"    | [ 4 ] |
| 1984 | Real Life                        | Laurel                                    | Francis Megahy    | Cunoscut și ca: Livin' the Life | [ 4 ] |
| 1984 | The Return of Marcus Welby, M.D. | Nicki St. Hilaire                         | Alexander Singer  | Film TV                         | [ 5 ] |
| 1985 | Streets of Justice               | Assistant District Attorney Carol Nielson | Christopher Crowe | Film TV                         | [ 6 ] |
| 1987 | Regii surfului                   | Rick's Mother                             | William Phelps    |                                 | [ 4 ] |

### Televiziune
| An        | Titlu                                | Rol                          | Note                                                                                 | Ref.   |
| --------- | ------------------------------------ | ---------------------------- | ------------------------------------------------------------------------------------ | ------ |
| 1974      | Movin' On                            | Rita                         | Episodul: "High Rollers"                                                             | [ 4 ]  |
| 1975      | Doctors' Hospital                    | Dr. Terry Antonelli          | Episodul: "Point of Maximum Pressure"                                                | [ 7 ]  |
| 1975      | The Family Holvak                    | Ellen Baldwin                | Episoadele: "First Love: Part 1"; "First Love: Part 2"                               | [ 8 ]  |
| 1975      | Baretta                              | Holly                        | Episodul: "A Bite of the Apple"; scene nedifuzate filmate de Monte Hellman           | [ 9 ]  |
| 1977      | Kojak                                | Janelle Rawlings             | Episodul: "Letters of Death"                                                         | [ 4 ]  |
| 1978      | Loose Change                         | Kate Evans                   | Miniserial                                                                           | [ 7 ]  |
| 1978      | Centennial                           | Lucinda McKeag Zendt         | Miniserial                                                                           | [ 10 ] |
| 1980      | Flamingo Road                        | Lane Ballou                  | Film TV / pilot                                                                      | [ 11 ] |
| 1981–1982 | Flamingo Road                        | Lane Ballou                  | 38 episodes                                                                          | [ 11 ] |
| 1983      | Simon & Simon                        | Amanda McKay                 | Episodul: "The List"                                                                 | [ 4 ]  |
| 1983      | T. J. Hooker                         | Nancy Winters                | Episodul: "Raw Deal"                                                                 | [ 4 ]  |
| 1983      | The Love Boat                        | Christine Burton             | Episodul: "Julie the Bachelor / Intensive Care / Set Up for Romance"                 | [ 4 ]  |
| 1983      | Hotel                                | Diana Aikins                 | Episodul: "Designs"                                                                  | [ 12 ] |
| 1984      | Fantasy Island                       | Katie McCallum-Pride         | Episodul: "Goin' on Home / Ambitious Lady"                                           | [ 13 ] |
| 1984      | Matt Houston                         | Commissioner Lisa Taylor     | Episodul: "Death Match"                                                              | [ 14 ] |
| 1984      | Masquerade                           |                              | Episodul: "Spying Down to Rio"                                                       | [ 15 ] |
| 1984      | Finder of Lost Loves                 | Beth Farley                  | Episodul: "Losing Touch"                                                             | [ 16 ] |
| 1985      | The Fall Guy                         | Helen Bolton                 | Episodul: "Semi-Catastrophe"                                                         | [ 4 ]  |
| 1985      | Murder, She Wrote                    | Margo Santana                | Episodul: "Paint Me a Murder"                                                        | [ 4 ]  |
| 1985      | The Love Boat                        | Jennifer Kearn               | Episodul: "Vicki's Gentleman Caller / Partners to the End / The Perfect Arrangement" | [ 4 ]  |
| 1985      | Quo Vadis?                           | Poppaea                      | Miniserial                                                                           | [ 17 ] |
| 1985      | Hammer House of Mystery and Suspense | Nancy Irving                 | Episodul: "The Late Nancy Irving"                                                    | [ 18 ] |
| 1985      | Generation                           | Roma Breed                   | Pilot                                                                                | [ 19 ] |
| 1985      | Riptide                              | Renee St. Claire             | Episodul: "Thirty-Six Hours 'til Dawn"                                               | [ 20 ] |
| 1985      | Alfred Hitchcock Presents            | Julie Randall                | Episodul: "Prisoners"                                                                | [ 4 ]  |
| 1987      | Hotel                                | Kate Berrenger               | Episodul: "Second Thoughts"                                                          | [ 21 ] |
| 1988      | The Highwayman                       | Pepper McKenzie              | Episodul: "The Hitchhiker"                                                           | [ 4 ]  |
| 1988      | Highway to Heaven                    | Commander Kimberley Michaels | Episodul: "Hello and Farewell"                                                       | [ 22 ] |
| 1988      | Moonlighting                         | Joan Spring                  | Episodul: "Between a Yuk and a Hard Place"                                           | [ 23 ] |
| 1990      | Hunter                               | Laurie Conway-Sanders        | Episodul: "Broken Dreams"                                                            | [ 24 ] |
| 1990      | Hardball                             | Dory                         | Episodul: "Sex, Cops, and Videotape"                                                 | [ 25 ] |
| 1991      | WIOU                                 | Susan Green                  | Episodul: "Three Women and a Baby"                                                   | [ 26 ] |